# Марсий Филипийски
 Тази статия е за античния историк от Филипи.  За античния историк от Пела вижте Марсий Пелски.  
Марсий Филипийски, още Марсий Филипиец или Марсий от Филипи (на старогръцки: Μαρσύας Φιλιππεύς, в превод Марсий Филипиец), е античен македонски гръцки историк. Марсий е наричан и Младия (Μαρσύας ὁ Νεώτερος), за да се различава от Марсий Пелски, с когото често е бъркан.

## Биография
Времето, в което работи Марсий, е неясно. Най-ранните писатели, които го цитират, са Плиний Стари (23 - 79) и Атеней (около 170 - 223. Атеней казва, че е бил жрец на Херакъл. Цитираните произведения на Марсий са:
- „Македоника“ (Μακεδονικά) - трактат от поне 6 книги, неясно дали географски или чисто исторически;[1]
- „Археология“ (Αρχαιολογία) - в 12 книги, споменат в „Суда“ (X век). Според Самуел Роберт Гайер тази книга е идентична с „Атика“ (Αττικά), която „Суда“ приписва на Марсий Пелски;[1]
- „Митика“ (Μυθικά) - трактат от 7 книги.[1]

Последните две книги се приписват от „Суда“ на трети Марсий от Таба в Кария, за когото обаче е доказано, че е митичният основател на града.